# Illa Pioner
Illa Pioner és una de les illes més grans de l'arxipèlag àrtic de la Terra del Nord a Rússia mesura 1.527 km².
A aquesta illa hi ha dues glaceres la més gran es diu Pioner i fa 15 km de diàmetre.
Hi ha la proposta de canviar el seu nom per Sviàtaia Tatiana (Santa Tatiana).
No s'ha de confondre amb l'illa Pioneer del Canadà (Latitud: 76° 57′ 0 N, Longitud: 96° 49′ 60 W).
L'illa té un relleu amb turons. Un 10% de l'illa té vegetació de tundra i desert polar composta principalment de molsa i liquen.